# Svenstrup Kirke (Mariagerfjord Kommune)
 For alternative betydninger, se Svenstrup Kirke. (Se også artikler, som begynder med Svenstrup Kirke)
Svenstrup Kirke er kirken i Svenstrup Sogn i Hobro-Mariager Provsti (Århus Stift). Kirken ligger i Mariagerfjord Kommune; indtil Kommunalreformen i 1970 lå den i Onsild Herred (Randers Amt).

## Galleri
| - Udsmykning i kirken - Kors og tavle med salmenumre |